# 司ちゃん誘拐殺人事件
司ちゃん誘拐殺人事件（つかさちゃんゆうかいさつじんじけん）は、1980年（昭和55年）8月上旬に山梨県（国中地方）で発生した身代金目的の誘拐殺人事件である。山梨幼児誘拐殺人事件と呼称される場合もある。
8月2日、東八代郡一宮町（現：笛吹市）在住の男児A（当時5歳：保育園児）が、電気工事業の男K・T（当時36歳：以下「K」）によって誘拐された。Aは2日後の8月4日に絞殺され、死体を中巨摩郡敷島町（現：甲斐市）の山林（昇仙峡付近の山中）に遺棄された。幼児が犠牲となった身代金目的誘拐殺人事件の発生は、正寿ちゃん誘拐殺人事件（1969年9月）以来だった。また、戦後日本で発生した誘拐事件は本事件が101件目で、被害者が殺害された事件は21件目だった。
昭和56年版『警察白書』によれば、1980年は身代金目的誘拐事件の件数（13件発生）が当時、史上最多を記録した年で、誘拐された被害者11人のうち、本事件の被害者Aを含む4人が殺害されていた。

## 概要
加害者Kは、電気工事業の放漫経営のために抱えた借金約150万円の返済に窮し、8月1日に誘拐を思い立った。8月2日、Kは一宮町内で偶然被害者Aを見かけて誘拐を決意し、Aが1人になったところを誘拐すると、逮捕されるまで31回にわたってAの両親に身代金を要求する電話を掛け続けたが、その間の8月4日夜には「（Aは）犯行の足手まといになる」と考え、敷島町内でAを絞殺して死体を埋めた。その後、Kは東京都内に逃走したが、同年8月15日に逮捕された。
Kは身代金目的誘拐・身代金要求・殺人・死体遺棄の罪に問われ、1982年（昭和57年）に第一審（甲府地裁）で死刑判決を受けたが、1985年（昭和60年）に控訴審（東京高裁）で無期懲役（原判決を破棄自判）の判決を言い渡され、確定。受刑者として千葉刑務所に収監された。
本事件は発生当時、山梨県の犯罪史上例を見ない身代金目的誘拐殺人事件（被害者が殺害された事例としては初）、および長期誘拐事件として、県民の注目を集めた。また、これまでの身代金目的誘拐事件は、大都市圏を舞台とした事件が多く、犯行類型も事件前から裕福な家庭の経済事情を知っていたり、事前に裕福そうな家庭を調べ上げた上でその子女を狙って誘拐するといった事件（吉展ちゃん誘拐殺人事件・津川雅彦長女誘拐事件など）が多かったが、本事件は農村に住む平凡なサラリーマン家庭の子供が、見ず知らずの人物によって行きずりに誘拐されたもので、犯人も事前に身代金を得ようという周到な計画を練っていたわけではなかった。この点から、本事件は前例のない無差別誘拐事件としても注目された。
一方、山梨県警の捜査本部が、捜査の過程で十分な裏付けを取らず、被害者Aの家族の証言だけで、母親の知人を重要参考人として疑ったり、身代金取引の際にKに張り込みを気づかれ、逃走を許した点などが問題視された（#初動捜査ミスの節を参照）。

### 略年表
| 捜査の経緯     | 捜査の経緯          | 捜査の経緯 | 捜査の経緯 | 捜査の経緯 |
| 段階           | 年                  | 月日       | 捜査機関   | 出来事 |
| -------------- | ------------------- | ---------- | ---------- | --- |
| 事件発生       | 1980年 （昭和55年） | 8月1日     |            | Kが身代金目的の誘拐を思い立つ。                                                                                  |
| 事件発生       | 1980年 （昭和55年） | 8月2日     | 山梨県警   | Kが一宮町内で被害者Aを誘拐し、A宅に身代金要求の電話を掛け始める。Aの父親Bは山梨県警に通報。                      |
| 極秘捜査       | 1980年 （昭和55年） | 8月3日     | 山梨県警   | Bから通報を受けた山梨県警、身代金目的誘拐事件として極秘捜査を開始。                                              |
| 極秘捜査       | 1980年 （昭和55年） | 8月4日     | 山梨県警   | Kが敷島町内でAを絞殺し、死体を山中に遺棄。                                                                       |
| 極秘捜査       | 1980年 （昭和55年） | 8月6日     | 山梨県警   | K、山梨を離れて東京都内に逃走する。                                                                              |
| 極秘捜査       | 1980年 （昭和55年） | 8月10日    | 山梨県警   | Kの逮捕状を取る。同日、Kが身代金取引場所に指定した上野駅で警視庁などとともに警備に当たるが、逮捕はできなかった。 |
| 極秘捜査       | 1980年 （昭和55年） | 8月12日    | 山梨県警   | Kを非公開で指名手配。                                                                                            |
| 極秘捜査       | 1980年 （昭和55年） | 8月15日    | 警視庁     | K、身代金目的誘拐容疑で逮捕される。その後、山梨に護送。                                                          |
| 公開捜査       | 1980年 （昭和55年） | 8月16日    | 山梨県警   | Kの自供通り、敷島町内でAの死体が発見される。報道協定を解除。                                                     |
| 公開捜査       | 1980年 （昭和55年） | 9月5日     | 甲府地検   | 甲府地検、Kを殺人・身代金目的誘拐などの罪で甲府地裁に起訴。                                                      |
| 刑事裁判の経緯 |                     |            |            | |
| 審級           | 年                  | 月日       | 裁判所     | 出来事 |
| 第一審         | 1980年 （昭和55年） | 10月9日    | 甲府地裁   | 甲府地裁（芥川具正裁判長）で第一審の初公判が開かれる。                                                           |
| 第一審         | 1982年 （昭和57年） | 2月18日    | 甲府地裁   | 甲府地検、被告人Kに死刑を求刑。                                                                                  |
| 第一審         | 1982年 （昭和57年） | 3月30日    | 甲府地裁   | 第一審判決公判。甲府地裁（芥川具正裁判長）、被告人Kに死刑判決を宣告。Kの弁護人は即日控訴。                       |
| 上訴審         | 1985年 （昭和60年） | 3月20日    | 東京高裁   | 控訴審判決公判。東京高裁第3刑事部（鬼塚賢太郎裁判長）、原判決を破棄自判してKを無期懲役とする判決を宣告。         |
| 上訴審         | 1985年 （昭和60年） | 4月3日     | 東京高裁   | 上告期限の同日、東京高検は最高裁への上告を断念。Kは同日付で上告手続きを取る。                                    |
| 上訴審         | 1985年 （昭和60年） | 6月13日    | 最高裁     | 被告人Kが上告を取り下げ、無期懲役が確定。                                                                        |

## 加害者K
加害者の男K・T（事件当時36歳、以下「K」と表記）は1943年（昭和18年）8月23日、宮城県桃生郡前谷地村前谷地（現：石巻市前谷地）で四男（腹違いの兄弟を含めると六男）として出生した。事件当時は3歳年上の妻と、子供2人（高校1年生の長男、中学2年生の長女）がいた。
Kは宮城県内の中学校を卒業後、石巻市の鉄工所に務めたが、わずか半年で辞めて上京し、東京都台東区内の電気店に就職して電気工事技術を習得。その間に恋愛結婚したが、1965年（昭和40年）12月に店を退職し、妻の実家である山梨県北巨摩郡明野村浅尾に移転した。その後、山梨県内の電気店を転々としながら電気工として勤務し、妻との間に1男1女をもうけ、1969年（昭和44年）3月には妻の実家から、明野村小笠原3630番地の村営住宅に転居した。
その後、他人に使われることに飽き足らず、独立営業を志し、周囲の反対を押し切って勤務先を退職したが、同業者への根回しなどを怠って県の認可を取得するのに手間取り、電気工のアルバイトなどをした後、1976年（昭和51年）4月に自宅で「K電気」の名称で電気工事業を始めた。当初は受注も比較的多かったが、Kはもともと経済観念に乏しく、地元出身者でもなかったため、「得意先を増やすために他よりも安く工事を請け負い、良い仕事をしなければならない」と考えていたため、さほど利益は上がらなかった。加えて、虚栄心が強く遊び好きな性格と、「繁盛しているように装えばそれだけ信用が高まり、仕事の受注も増加するだろう」との浅慮から、交際の範囲を広げ、甲府市内のキャバレーなどで遊興し、同業者におごるなどの消費を重ねた。また、1979年（昭和54年）4月ごろからは不必要な従業員を雇うなどしたため、経営不振で赤字が続き、同年7月ごろには当時の電気工事材料の仕入先だった「甲」有限会社に対し、約100万円の買掛金債務が生じた。この時、Kは2日ほど家出したが、妻が自己の預貯金を払い戻して返済し、その場をしのいだ。
このように金遣いが荒かった一方、地元では「ソフトボールのKさん」として知られていた。山梨県はソフトボールが盛んな地域だが、Kは審判のライセンスを取得していたほか、所属していた地元のアマチュアチームでは捕手兼監督を務め、チームの選手だけでなく、子供たちにも熱心に指導していた。しかし、1979年末にはチームのユニフォーム代金を流用したことが発覚し、監督を解任されている。

## 事件の経緯
その後もKは経営姿勢・生活態度などをさほど改善しなかったため、経営状態は好転しなかったばかりか、「甲」に代えて新たに取引を開始した有限会社「乙」への電気工事材料の仕入れ代金の支払いも滞りがちとなった。その支払いの催促に対し、Kはその都度口実を設けて引き延ばしていたが、買掛金債務が約150万円に上った1980年（昭和55年）6月ごろには、「乙」の資材部長や担当営業係員の態度から、「買掛金を支払わなければ、電気工事材料を回してもらえなくなる。そうなれば仕事もできなくなるし、それが世間に知られれば、この信用も失墜する」と感じ取り、支払いに苦慮するようになった。また、妻には「甲」への買掛金債務を返済してもらっていたため、Kは「もう妻にはまとまった預貯金はないだろう。再びこのような事態を招いたことを妻に知られれば、一生頭が上がらなくなるし、彼女の肉親（日頃から自身の生活態度に批判的だった）からも攻撃される」と恐れたため、妻に相談する気にはなれなかった。その上、日頃から羽振りの良いような話をして見栄を張っていたため、「今更知人に借金を頼んだり、注文主に電気工事の請負代金を求めたりすれば、自己の経営の内情が暴露され、将来の仕事を減らされてしまう」などと考え、知人や注文主にも容易に言い出せなかった。
同年7月以降、Kは苦し紛れに、買掛金について「5日に払う」「10日に払う」「20日に払う」「25日に払う」などと順次期日を延ばしていき、最後に「7月末には払う」との約束をしたが、「もうこれ以上期日を延期するわけにはいかない」という気持ちに追いつめられた。しかし、結局誰にも打ち明けて相談することもできず、1人で悶々と思い悩み続けた末、遂に7月30日に至った。同日、遂に意を決したKは知人らからの借金を思い立ち、妻には仕事に出かけるよう装って、所有する車（トヨタ・ライトエース：ナンバー「山梨44そ7896」）を運転して自宅を出発。同年8月1日まで、心当たりの友人・知人を訪れてみたが、かねてからの心配から、借金の話を切り出せず、金策の目処は立たなかった。また、「家に帰れば『甲』から督促があるに違いない」と思ったため、家にも帰りづらく、知人の家で宿泊するなどしつつ、金を工面する方策をあれこれ思案し続け、宛てもなく車を走らせたり、緑ヶ丘球場（甲府市）で野球を見物したりしていた。
Kは8月1日夜も家に帰れず、中巨摩郡敷島町内の道路上で車中泊し、まとまった金を入手する方法について思い悩んでいたところ、「銀行や民家に強盗に入るか、子供を誘拐して身代金を奪うしかない」と思いつめた。そして、「強盗は（使える）武器がないし、捕まる危険も大きい。しかし幼児の誘拐は比較的容易で、どこの家庭でも子供のためなら200万円や300万円の金はすぐ調達するだろう」と考え、翌2日も敷島町内の知人宅でコンセントの取付工事などをした後、東八代郡一宮町方面へ車を走らせ、子供の誘拐のことに思いを巡らせていた。

### Aを誘拐
8月2日12時ごろ、Kは車で一宮町スポーツ広場（一宮町東原335番地の2）付近を通り掛かったところ、広場で被害者の男児A（当時5歳）が、兄（当時7歳）や従兄（当時9歳）とともにソフトボールをして遊んでいるのを見つけた。Aたちはこの日、朝からそれぞれ自転車で自宅近くのスポーツ広場（兄が当時通学していた一宮町立一宮西小学校に隣接）へ遊びに来ていた。
Kは、その3人の中で一番幼いAを誘拐できるのではないかと考え、車から降りて3人に近づき、「ソフトを教えてやろうか」などと言い、キャッチボールなどをして遊んだり、コーラ類を買ってやったりして手なづけた。また、Aから両親の職業を聞き出し、「お父さんは国鉄で、お母さんはブックローン」などと聞き、「Aの両親は共働きのサラリーマンで、200 - 300万円の金は簡単に都合できるだろう」と考え、誘拐を思い立った。しかしその後、Aたちが帰り支度を始めたため、「昼食でも食べに行くのか」と推測し、「また来いよ」と声を掛けると、「また来る」などという返事が返ってきたため、「Aらは再び戻ってくる」と考えたKは、広場の南西にある神社境内でパンを食べてから、同日14時ごろに再び広場へ赴いた。するとAたちは既に広場に来ていたため、KはAたちにソフトボールを教えたりして遊んでやり、特にAに対しては努めて機嫌を取り、誘拐する機会を窺っていた。
しかし同日15時ごろ、「ソフトボールの対抗試合が催される」という旨の有線放送が流れ、スポーツ広場に小中学生たちが集まってきたため、Kは誘拐の実行を半ば諦めかけたが、その対抗試合が別の広場（チビッコ広場）で実施されるとの報がもたらされると、子供たちはスポーツ広場から出ていってしまった。この時、ソフトボールチームの主将（中学3年生）が、「メンバーが2人足りない」と言って、Aの兄と従兄をそれぞれ試合に参加するよう誘い、2人は15時30分ごろ、他の子供たちと一緒にチビッコ広場に向かった。Aはこの時、兄に対し「一緒に連れてってくれ」と言ったが、兄から「チビッコ広場はバイパスの向こうで自転車じゃ危ないからお前は帰れ」と拒否され、泣き出した。その様子を見ていたKは、Aが1人になったのを見て好機が到来したと思ったが、Aはまもなく自転車に乗り、広場を立ち去った。
同日15時30分ごろ、Kは自車を運転していたところ、一宮町東原467番地先の交差点付近路上（スポーツ広場から東方約250 m地点）で、たまたま1人で歩いてくるAを見つけ、「Aを誘拐して、彼の近親者から身代金を得よう」と決意。Kは車を停め、助手席のドアを開けると、Aに対し「お兄ちゃんのいるところに行くか」と声を掛け、Aを車に乗せて誘拐し、東八代郡中道町（現：甲府市）方面に向かった。その後、同日夜は甲府市平瀬町の空き地で、翌3日夜は敷島町の農園跡地でそれぞれ車中泊した。

## 身代金要求・殺害

### 殺害までのやり取り
同日18時30分ごろ、Kは公衆電話ボックス（中道町上曽根字浜1802番地の1）から、A宅（一宮町東原）へ電話し、応対したAの父親Bに対し、「お宅じゃえらいことをしてくれるじゃねえか。お宅にAという子供がいるじゃねえか。預かっているから命が欲しかったら金を用意しろ。金を用意しなけりゃ若い衆を乗りこませるぞ。1,000万円用意しろ」などと要求。この電話を始め、殺害・死体遺棄に至るまでに、身代金要求の電話を計16回にわたって掛けた。
一方、BはKから（18時30分ごろに）最初の脅迫電話を受けた直後、近所の石和警察署金田駐在所に通報。これを受け、山梨県警察は身代金目的の誘拐事件として、同日22時45分、山梨社会部記者会の加盟各社に対し、志村安行県警広報官を通じ、報道協定を結ぶ旨を連絡。23時10分に協定の申し入れを行い、翌3日2時10分に本協定を結んだ。また、警察庁は記者クラブが仮協定を締結した直後、日本新聞協会・日本雑誌協会に対し、地元記者クラブの仮協定が結ばれたことを連絡し、被害者Aが発見・保護されるまでの間、全国の新聞・放送機関・雑誌は事件に関する一切の取材・報道を自粛することとなった。
そして3時30分、山梨県警捜査一課と石和署は、石和署内に「一宮町身代金目的幼児誘拐容疑事件捜査本部」（本部長：赤池英利・県警刑事部長）を設置した。事件発覚後、捜査本部はA宅の電話に録音装置を取り付け、3回目の電話以降は、電話局に逆探知を依頼したが、Kからの電話の長さはいずれも5分未満（多くが2分程度）で、8日までに掛かってきた21回の電話のうち、最初の2回を除く19回について逆探知を試みたものの、いずれも不成功に終わった。これは、甲府では各電話局（集中局・固定局・中心局）の回線網が複雑に張り巡らせられてあったためで、逆探知には最低でも10分間は必要だった。
4回目の電話（8月3日6時50分ごろ）の際、KはBから「子供の声を聞かせてくれ」と言われ、5回目の電話（同日7時12分ごろ）で「お父さん、お父さん」というAの声を聞かせた。これに対し、Bが「大丈夫だ、お父さんが迎えに行ってやる」と言うと、Kが電話に出て、共犯者がいることをほのめかした上で、Bからの「今日は日曜日で、1,000万円は用意できないので、身代金を下げてほしい」という要求を拒絶した。続く6回目の電話（3日18時59分）では、Bとともに妻C（Aの母親）も電話に応対したが、この時にKは「あす1日しかおられない。仲間はせいせい（山梨の方言で『飽き飽き』の意味）になってる」と発言した一方、Bからの「子供の声をもう一度聞かせてくれ」という懇願に対しては「今夜はダメだ。明日の朝だ」と拒絶した。Cは捜査本部に対し、この声を「知人男性X（神奈川県内在住）に似ている」と証言したが、捜査本部は十分な裏付けを取らないままXを重要参考人と断定し、それが事件を長期化させる一因となった（後述）。
7回目の電話（8月4日8時14分）で、KはBに対し「身代金を500万円に減額するので、11時に甲府駅まで持ってこい」と要求。続く8回目の電話（8時54分）では、電話に出て「お父さん助けて」と哀願したAに対し、Bが「お父さんが助けてやるからな」と約束した。その後、BはKからの要求通り、現金500万円を持って国鉄甲府駅北口に出向いたが、犯人 (K) は現れなかった。この間、9回目の電話（11時9分）では、甲府駅に出向いていたBに代わり、Cが応対したところ、AはCに対し「お母さん助けて」と言っていた。
Kは、Bが帰宅後に最初に応対した11回目の電話（13時7分）で、「ひとりで行っているんじゃないじゃないか」などとBを詰問していた。そして、13回目の電話（17時47分）でKは、「20時に、甲府市内の路上まで身代金を持ってこい」と要求した上で、Bの求めに応じ、Aを電話に出させた。この時、AはBから「ご飯食べているか」「ちゃんと寝てるか」という質問に「うん」と答え、BはAに「すぐ行ってやるよ」と約束したが、これがAの生前最後の肉声となった。その後、再び電話を代わったKは、Bに対し「身代金を持ってきたら、兄貴が甲府駅まで（Aを）連れて行く」と言っていたが、この時もKは現れなかった。Kは同日夜にAを殺害後、「何が何でも身代金を奪おう」との意思を固め、先述の指定場所まで行こうとしたが、結局は「そこには警察官が張り込んでおり、行ったら逮捕される」と考え、断念した。

### 殺害
一方、Kは同月4日6時ごろ、Aを車に乗せたまま甲府市内に向かっていたところ、左前輪のタイヤがパンクしたため、人目につかぬところでタイヤを交換しようと、中巨摩郡敷島町中下条のネジ製作所駐車場に駐車。しかし、スペアタイヤがなかったため、Aを車内に残したまま、徒歩で近くの知人V宅に行き、トラックのスペアタイヤを借りると、これをパンクしたタイヤと交換した。Kはパンクしたタイヤを駐車場に放置し、甲府市内に向かったが、Vはこの時、KがAを助手席に乗せて走り去るところを目撃している。
しかし同日13時8分ごろの電話で、応対したBが「あんたもひどいじゃないか、あそこで1時間半も待ったんですよ」などと、しっかりした落ち着いた口調で応対してきたため、Kはその態度などから、「既に警察に連絡され、捜査が始まっている」と察知し、「Aと一緒では、人目につきやすく、取引場所に行っても捕まる。逃走するにも（Aの存在は）足手まといになるし、Aを返せば自己の犯行が発覚する」と危惧していたため、「Aを殺害しなければならないかもしれない」と考えるようになった。同日16時ごろ、Kは中巨摩郡竜王町西八幡の新築工事現場を訪れ、そこにいた建築業者と5分程度雑談していたが、建築業者はこの時、助手席で起き上がるAの姿を目撃している。
同日18時ごろ、Kは2日夜に野宿した平瀬貯水場付近の空き地に駐車し、近くの川でAのシャツを脱がせて体を洗ったりなどしたが、18時30分ごろ、千葉ナンバーのワゴン車が近くまで来た。「自分がAと一緒に2人でいるところをキャンパーに見つかった」と思って狼狽したKは、Aを殺害する気持ちを強め、人目につかない場所を探して車を走らせたが、19時ごろ、中巨摩郡敷島町吉沢字桜本1030番地内先の道路で、車を昇仙峡方面に向かわせるため、転回させようとした際に脱輪させてしまう。その際、それまで一度も泣いたことのなかったAが、突然「お父さん、お母さん」と大声で泣き始めたため、それに驚いたKは、「泣き声を他人に聞こえたら見つかるから、早くAを殺すしかない」と決意した。
Kは人目につかない付近の山道へ車を走らせ、同日19時30分ごろ、敷島町吉沢1036番地付近の山道に車を停め、降車して助手席のドアを開けると、泣きながら助手席に寝ていたAの首を、車内に脱ぎ捨ててあったAのシャツで絞めつけた。そして、両手でAの首を絞め、A（5歳没）を窒息死させた。
KはAを絞殺すると、車内からスコップを持ち出して雑木林に入り、身元発覚を防ぐため、Aの死体から衣服を脱がせて全裸にした上で、林内に深さ約30 cmの穴を掘り、死体を埋めて遺棄した（遺棄現場のおおよその位置）。Kは死体に土を被せると、その上に石6個を乗せ、屋根瓦で覆った。また、死体を埋めた場所から約10 m離れたクヌギ林の中に衣類を埋めて隠した。

## 殺害後の動向
KはAを殺害後、身代金要求の電話を計15回にわたって掛けた。15回目の電話（8月5日8時56分）にBが応対した際、「お父さん、お父さん」というAの泣き声と思しき声が聞こえたが、これはKがAの生存を装うため、声真似をしたものだった。4日 - 5日夜、Kは知人V宅（敷島町）に宿泊し、翌5日6時40分ごろに死体遺棄に使ったスコップを中巨摩郡竜王町内の空き地に捨てている。
一方、Kは「山梨県内での取引は、自分の犯行と判明しているかもしれないし、人目につきやすいから逃走にも不利だ」と考え、人の多い東京都内で身代金取引を行うことを考えた。8月6日、Kは敷島町内の知人から工事代金10万円を受け取ると、正午ごろ、竜王町内の知人宅を訪れ、乗っていたライトエースを「しばらく預かってほしい」と置いていき、知人に甲府駅まで送ってもらった。当時、Kは7月30日に家を出た時の服装のままだったため、サンダルを甲府駅近くの店で買ったものに履き替え、続いて山交百貨店で、変装用のサングラスやズボン、シャツ、白のボストンバッグなどを購入し、店内の試着室で着替えた。その上で、甲府駅15時27分発の特急列車「あずさ」10号に乗車。同列車の終点である新宿駅で、山手線（上野駅方面）に乗り換え、以前働いたことのある上野に向かった一方、同日17時50分にはA宅に電話を掛け、応対したBに対し「心配か？」などと声を掛けていた。Kは同日以降、8月10日まで浅草のホテルや旅館に投宿し、8月11日 - 12日まで2日間は墨田区堤通二丁目の首都高速6号線高架下にあったバタ屋の小屋に泊まった。

## 捜査

### 初動捜査ミス
石和署は事件発生直後、Aが誘拐されたスポーツ広場の周辺にいた子供たちへの事情聴取を行い、「30 - 40歳くらいの色黒の男（身長170 cm前後）が事件当日、乗ってきたワゴン車からソフトボール用のスパイクとミットを出し、子供たちに捕手の守備を教えていた。車の中には、電線や電気工具が積まれていた」という情報を得た。8月3日6時30分には、県警本部長名で全警察署に対し、「犯人は35歳 - 40歳で、車は濃いグリーンのハイエースかタウンエース。車内にバット、グラブなどが入っている」として、その車の発見に努めるよう指示を出したが、この手配は全警察官には行き渡っておらず、それがAの命を救う機会を逃す原因となった。このため、事件解決後にKの3日・4日（Kの車が、捜査員26人の張り込んでいた甲府駅近辺を通過していた）の行動が判明して以降、捜査本部内から「各署、特に甲府、南甲府署は何を見ていたのか」という声が上がった。
また、Aの母親Cは3日夜、自身が応対した6回目の身代金要求電話の際に出てきた男の声について、「知人男性X（神奈川県内在住）に似ている」と証言。これを受け、Xを重要参考人として重視した捜査本部は、彼の住む家など数か所の捜索令状などを用意。4日未明には山梨県警の立川松三捜査一課長ら13人が、Xの住む川崎市内に入り、高津警察署で監視を開始したが、当時は聞き込みなどの基礎捜査や、Xの事件当日のアリバイや動機などに関する調べは、十分に行われておらず、捜査上の基本である電話の声（方言や声紋など）の鑑定による裏付けも取っていなかった。結局、関東管区警察局が「被害者Aの存在が未確認である」ことを理由に待ったをかけたため、X宅の家宅捜索はされなかった。
捜査本部は同日22時40分から翌7日1時30分にかけ、Xらへの事情聴取を実施。7日15時から再びXの事情聴取を行ったほか、それらに前後してXの弟2人からも事情聴取したが、Xはアリバイがあり、事件とは無関係であることが判明。このように、捜査本部がXに嫌疑を掛けていた間も、Aの消息が途絶えたスポーツ広場周辺での聞き込みや、犯人の乗っていた車の捜査は並行して行われていたが、「重要参考人」としてXが浮上し、捜査本部内に「解決間近」というムードが漂っていた中、それらの捜査は「無駄な労力を費やす」として、さほど積極的には行われていなかった。
結局、Xは無実と判明したばかりか、それによって捜査は振り出しに戻り、真犯人であるKのモンタージュ写真作成も遅れることとなった。『読売新聞』 (1980) は、同年2月に発生した富山・長野連続女性誘拐殺人事件で、富山・長野・岐阜の各県警による縄張り争いから初動捜査が失敗に終わったことを踏まえ、警察当局が今後は初動捜査に万全を期すべく、同年5月1日に広域捜査指揮官や広域捜査官を置いたことに言及し、「今回はそれ（初動捜査の立ち上がり）よりももっと初歩的な点でミスを犯した。」と評した。また、山本浩一郎 (1981) は、このような初動捜査におけるミスだけでなく、8月10日に上野駅で80人以上を配置していたにもかかわらず、Kを取り逃がしたこと（後述）についても言及し、一連の捜査を「「捜査ミス」というより「お粗末」という言葉がぴったりするほど、ひどいものだった。」と評価している。
8月7日夜、山梨県警本部長の木村武は「犯人と被害者Aの目撃者探し」「犯行動機の解明による犯人像の割り出し」などといった基礎捜査を改めて徹底するよう指示した。その一方で同月10日、捜査本部長を務めた赤池は、（県内ならば地の利があることを理由に）「山梨県内で起きた事件だから犯人を県内に引き込んで逮捕したい」と語っていたが、『中日新聞』は事件解決後、その発言について「犯人逮捕の“手柄”を他県警に取られまいというなわ張り意識だけが強く感じられた発言だった。」と指摘している。しかし、この発言について『山梨日日新聞』は「（同日、上野駅で）犯人を取り逃がした警視庁に対する精いっぱいの皮肉だった」と述べている。

### 声紋鑑定
捜査本部は8月6日、声紋鑑定を開始した。同日、電話を録音したテープを清水茂夫（山梨医科大学非常勤講師）と国立国語研究所に持ち込み、清水に方言学的分析を依頼したが、8日には「犯人は『ずら』『らあ』など、中巨摩・北巨摩のイントネーションを使っているが、録音の中には共通語が多く使われている会話と、方言が多く使われている会話があり、それぞれ別人とも思われる」という中間鑑定結果を発表。Kが電話で「若い衆」「我々の仲間」「兄貴」など、共犯者がいるかのような言葉を使っていたり、電話越しの口調が丁寧な時と乱暴な時があったりしたことから、捜査員たちは複数犯説を抱いていた。しかし、これはKが単独犯であることに気づかれないよう、故意に口調を変えて撹乱を図ったものだった。
また、電話の音声に「ツー」という音（公衆電話からの電話に出た際に出る独特の音）や、周囲の雑音がなかったことから、捜査本部は「犯人は加入電話を使っている可能性が高い」とみて捜査していたが、これもKが捜査の撹乱を図るため、人通りの少ない場所にある公衆電話を選んだ上で、10円玉を一度に複数枚入れて電話を掛けることで、「ツー」音が鳴らないようにして、加入電話からの電話に見せかけたものだった。

### 逮捕作戦の失敗
8月7日、KはA宅に電話した後、麻雀店で賭け麻雀をして過ごし、翌日（8月8日）にはお盆の帰省客で混雑する上野駅を身代金の取引場所に指定することを考え、構内を下見した。そして翌9日、夕方のラッシュ時を利用して身代金を奪うことを決意し、9時過ぎにA宅へ「18時30分、上野駅構内の正面にある伝言板のところへ来い」と指示した。これを受け、BはKの指定通り現金500万円の入った黒かばんを肩に掛け、手に新聞紙を丸めて持ち、上野駅に向かった。また、赤池刑事部長、立川松三捜査一課長ら捜査員7人も特急「あずさ」で東京へ向かい、同日17時30分には山梨県警や警察庁・関東管区警察局・警視庁などによる54人体制の捜査陣が編成された。捜査陣は上野駅周辺に捜査員36人を配置するなどして、Kを逮捕する機会を窺ったが、Kは指定時間に上野駅に行こうとしたところ、構内に張り込んでいた刑事3人を見つけ、身の危険を感じて逃走した。
Kは8月10日も、改めて前日と同じ場所・時刻を指定し、身代金を得ようとした。一方、捜査本部は同日8時21分、24回目の電話を逆探知したところ、東京・蔵前中継局から掛かってきた電話であることを把握したため、上野・下谷のアパートを中心に隠密ローラー作戦を展開した。Bが約束通り取引現場の上野駅へ向かうことになったが、その前に捜査陣（山梨県警・警察庁・関東管区警察局・警視庁の幹部）が打ち合わせを行い、「どんなことがあってもBは現場を離れない」「Bは犯人側と接触した場合、肩を叩くなどの合図を送る」などの作戦が立てられた。その上で、17時30分までに上野駅周辺で、捜査員全135人（警察庁から2人、関東管区警察局から1人、警視庁から114人、山梨県警から18人）が緊急配備につき、犯人を待ち伏せた。
同日18時50分、Kは上野駅へ出向いたところ、今度は張り込みの気配が感じられなかったため、伝言板のところにいたBに対し、「一緒に来てくれ」と声を掛けたが、BはKがAを連れていなかったことや、警察官から「声を掛けられても付いていくな」と指示されていたため、これを無視。捜査員たちとの打ち合わせ通り、新聞紙で肩を叩いてサインを送りつつ、現場に立ち止まっていたが、この合図で犯人を逮捕することはできなかった。
Bの態度に危険を感じたKは、すぐにその場を離れようとしたが、張り込んでいた刑事に追跡され、振り切って逃走した。一方、Kを逮捕目前で逃したことを受け、捜査本部は同日19時30分、当初の計画（Bを指定場所から離す）を変更して「再度現れたら捕まえよ」と司令を出したほか、警視庁機動捜査隊を上野に集め、上野駅周辺を検索したが、Kを発見することはできなかった。結局、Bは22時過ぎに指定場所を離れ、捜査員の配備も23時10分に解除された。
この間、（8月8日 - 10日にかけて）Kは電話に出たBやCに対し、Aについて「兄貴の姉さんが気に入っちゃって毎日遊んでいる」と説明していた一方、「山梨のサツ（警察）はきたないじゃないか」「だめだよ。あんなにサツをつれてきちゃあ」などと詰問していたほか、27回目の電話（10日19時14分）では、非常に興奮した様子で「おやじを出せ。ぶち殺したる」と発言していた。刑事に追跡されたことで「いよいよ身に危険が迫った」と感じ、いったんは身代金奪取を断念しようとしたKだったが、「Bを困らせてやろう」と考え、8月11日には4回にわたってA宅に電話を掛け、再び上野駅に身代金を持ってくるよう指定した。しかし、同日昼ごろ、以前勤めていた上野の電気店を訪れたところ、警視庁の刑事が同店を訪れたため、慌てて店を出、「自分は指名手配されている」と思い、身代金奪取を断念したが、実際にKが指名手配されたのはこれより後の8月12日正午であった（後述）。

### 報道体制
山梨県警は8月3日2時10分、山梨社会部記者会の加盟社と「被害者が発見されるか、犯人が逮捕されて被害者の生命に危険がなくなるなどするまで、本事件に関する一切の取材活動および報道を控える」という各社間の協定（報道協定）を締結。この協定は、Aの遺体が確認された後の16日未明に解除された。報道協定の締結は当時、1970年（昭和45年）2月に「誘拐報道の取り扱い方針」が決定されて以降では67件目だった。
その後、重要参考人とされていたXへの嫌疑が薄れた8月7日ごろには、記者会見で報道陣から「捜査に甘さがあったのでは」という声が上がり、公開捜査への切り替えを求める声もあった。また、11回目の電話（8月4日昼）でKがBに対し、「1人で行っているんじゃないじゃないか」と詰め寄っていたことから、「Kは既に警察の動きを察知しているのではないか？」との憶測もあったが、結局は警察側・報道側とも「公開捜査に切り替えることでAの生命が奪われる可能性がある」との懸念を抱えており、報道協定の解除には至らなかった。
その一方で、一宮町民には口コミで事件の噂が知れ渡り、一般情報も寄せられ始めた。また、事件発覚翌日（8月3日）に匿名で、Aの通っていた幼稚園に電話を入れた報道機関があったり、（いずれも協定解除前に）Kの近隣住民に対し、匿名でKについて訊くような電話が相次いだり、タクシー運転手たちの間で事件の噂が広まったり、A宅周辺でAの家族について聞いて歩く新聞記者が近隣住民に目撃されていたことなど、協定の不徹底が散見された。
なお、フジテレビジョンは協定解除前に、（Aの生死が不明な段階で）石和署で連行されるKの姿や、木村県警本部長・赤池刑事部長らの記者会見内容を撮影した。これらの映像は協定解除直後に放送されたが、そのニュースを見た地元の他支局長は記者クラブで、「（協定解除前の撮影は）協定破りだ」とフジテレビの記者を非難。これに対し、フジテレビの記者は「石和署で連行されるKの写真（映像）を撮っていなかったのはNHKとサンケイくらいだ」と反論、同局の記者と他局の記者の間での喧嘩騒動も起きた。これらの問題について言及した高橋審也 (1981) は、「（フジテレビなどが）連行写真を撮った時点では、まだAの生死は不明で、（結局はKの単独犯行ではあったが）共犯者がいる可能性も否定できなかった。Kに各社がレンズを向け、心理的な動揺を与えたとしたら問題ではないか」「『一切の取材活動は控える』という協定は偽りだったのか。取材記者たちはAの人命尊重をどう考えていたのか。Kが記者の動きをキャッチしないという確証はなかったはずだ」と指摘している。

## 逮捕
8月8日、Kの妻が韮崎警察署を訪れ、「夫が7月30日の朝に家を出たまま帰ってこない」と家出人捜索願を提出。当時、Kが乗っていたモスグリーンのワゴン車（ライトエース）の特徴が誘拐犯の車の特徴と一致したことから、応対した巡査部長が署長と石和署の捜査本部にそれぞれ報告し、8月9日にはKが捜査線上に浮上した。また、捜査本部はXへの見込み捜査の失敗後、地道な捜査に重点を置き、県内のワゴン車（15,627台）を虱潰しに調べ、8月8日までに6台を除いて確認を完了していた。
現場に捨てたあったコーラなどの空き缶や、アイスキャンデーの空袋、そしてKがAの従兄に手渡していた「第62回高校野球選手権大会山梨大会」のパンフレットに残っていた指紋が、Kの家族から任意提出された年賀はがきなどに残っていたKの指紋と一致したことや、Kの顔写真を子供たちに見せたところ、「（誘拐犯と）よく似ている」という証言が得られたこと、Kの知人たちに誘拐犯の電話の録音テープを聞かせたところ、「Kの声によく似ている」という証言が得られたことなどから、捜査本部はKを犯人と断定。8月10日17時50分、身代金誘拐容疑でKの逮捕状を取り、8月12日正午には非公開で全国に指名手配した。同日、Kの知人宅（中巨摩郡竜王町）でKのライトエースが発見され、翌13日にこれを鑑識にかけたところ、助手席の内側ドアからAの右手の掌紋が検出された。なお、12日には「Kの妹宅（甲府市）に数人の幼児が出入りしている」という情報が入ったため、捜査員をそちらに張り込ませたが、これは事件とは無関係だった。
一方、Kは11日に身代金奪取を断念して以降、同月14日までは東京都内を歩き回ったり、墨田区内で売血をしたり、山谷で日雇い仕事をしたりして過ごし、13日 - 14日は台東区清川のベッドハウスに宿泊していた。8月15日7時47分、KはA宅の様子を窺うため、無言電話を入れた。その後、近くのパチンコ店（東京都台東区清川二丁目）で遊んでいたが、11時40分、手配写真を持ってパトロールしていた浅草警察署（警視庁）の署員2人に発見され、職務質問された。Kは動揺した表情で逃げ出そうとしたが、2人から無線連絡を受けたもう1人の巡査が、パチンコ店から100 mの至近距離にあった山谷マンモス交番から応援で駆けつけ、3人でKを交番に連行。その後、運転免許証で身元を確認し、Kを浅草署に任意同行した。そして同日13時30分、山梨県警捜査員が浅草署で、Kの逮捕状（身代金目的誘拐容疑）を執行した。

### 逮捕後
逮捕されたKは東京から護送され、8月15日16時35分に石和署に到着した。当初、Kは被害者Aを連れ出したことを認めながらも「知人夫婦の『コンドウ』がAを預かっている。自分が逮捕されたことが新聞に出れば、『コンドウ』がAを殺すことになっている」など、共犯者がいることを匂わせる旨を供述したが、同日21時2分、Aを殺害して死体を遺棄した旨を自供。23時35分から遺体捜査作業が開始された。翌16日1時2分、Aの遺体が確認され、報道協定は解除された。遺体は頭・顔・胸・両手足の殆どと内臓の一部がかなり腐乱していた。
捜査本部は同日、容疑を従来の身代金目的誘拐から、誘拐・殺人・死体遺棄に改め、14時にKを殺人・死体遺棄容疑で再逮捕した。翌日（8月17日）、一連の事件をKの単独犯と断定し、Kを甲府地方検察庁に送検した。
Kは逮捕当初、「4日19時30分ごろ、敷島町から清川方面に向かう途中、Aが逃げようとして車から飛び降り、重傷を負った。泣きわめくのでかわいそうになり、手で首を絞めた」と供述したが、その後、「『飛び降りた』という供述は嘘で、車内で絞殺した」と供述を翻した。そして、殺害の時期・状況などについては、「初めから具体的に殺害時期・場所まで決めていたわけではなかったが、Aを誘拐した当初から殺害する機会を窺っていた。4日18時30分ごろ、車中泊する場所を探して車をUターンさせたところ、後輪を脱輪させてしまい、Aが助手席を開けて飛び降り、泣き出した。それまでおとなしくしていたAがその時ばかりは『お父さん、お母さん』と激しく泣き、泣き止まなかったので、『足手まといになる』と思って殺した」と供述した。その一方で、「自殺しようと考えていた。引き回しの際には逃走しようと思ったこともある」とも供述しており、実際に留置先の石和署はKの自殺・逃走の防止や、健康管理に労力を費やした。
同年9月1日、Kは身柄を石和署から甲府刑務所内の拘置所に移送された。甲府地検は9月5日、被疑者Kを身代金目的誘拐・身代金要求・殺人・死体遺棄の罪で、甲府地方裁判所に起訴した。同日をもって、石和署に設置されていた「一宮町身代金目的幼児誘拐死体遺棄事件捜査本部」は解散したが、それまでの34日間で投じられた捜査員の人数は、捜査本部要員（4,013人）に加え、機動隊・交通機動隊・高速道路交通警察隊、各警察署からの応援も含め、5,259人におよんだ。また、同日には一宮町東原の「泉正寺」で、Aを追悼するために造られた観音菩薩像「慈愛観音」（高さ約3.5 m）の除幕式が行われた。
事件後、Aの母Cは地元の小学校の運動会を見学したあと、首吊り自殺しようとしたほか、わんぱくな性格だったAの兄も外に遊びに行かなくなった。総理府は同年9月、Aの遺族に対し、「犯罪被害者給付制度特別措置」として特別給付金100万円を支給することを閣議決定し、同年12月8日付で支給を行った。事件後、日本全国からAの遺族宛に追悼や励ましの手紙が相次いで送られたが、それらの手紙の差出人の中には、同年3月に発生した富山・長野連続女性誘拐殺人事件で、娘（当時20歳）を失った長野県長野市の男性もいた。

## 刑事裁判

### 第一審

#### 初公判
1980年10月9日、甲府地方裁判所（芥川具正裁判長）で被告人Kの初公判が開かれた。担当裁判官は芥川裁判長と、松岡和子・高野裕の両陪席裁判官で、甲府地検からは谷口好雄（次席検事）・雨宮英明（主任検事）の2人が出廷。弁護人は堀内清寿・清田嘉一の2人（いずれも国選弁護人）だった。それ以来、公判は8回にわたって開かれた。
同日の罪状認否で、被告人Kは起訴事実を認めた一方、弁護人（主任：堀内清寿）は冒頭陳述で「わずかな未払い代金のために誘拐殺人を犯すのは、動機がはっきりしない。Kは犯行時、心神喪失状態だった」と主張。その理由として、以下の4点を挙げた。
1. 工事中間金が入るのに手を尽くしていない点[27]
2. 強く弁済を迫られた電機器具業者に対する負債に必要以上の恐怖を感じていた点[27]
3. 家族に理由もなく乱暴したことがある点[注 39][27]
4. 中学校時代に頭を強打したことがある点[27]

#### 証拠調べ
第2回公判（1980年11月18日）では証拠調べが行われ、検察官が身代金要求電話の録音テープや、Aの遺族の供述調書、目撃者および関係者（数百名）の供述調書、Kが犯行動機などを語った供述調書などを証拠申請。主任弁護人の堀内が、一連の証拠の採用に同意したため、芥川裁判長はすべての証拠を採用した。その後、検察官により、身代金要求の電話の音声を録音したテープが法廷で再生された。また、弁護人はKの精神鑑定を実施するよう申請したが、検察官が反対したため、留保された。同年12月8日、誘拐現場や殺害・死体遺棄現場などの現場検証が実施された。
1981年（昭和56年）1月13日に開かれた第3回公判では、証人調べと被告人質問が行われた。検察側証人としてAの父Bが出廷し、前年12月に名古屋市で発生した女子大生誘拐事件にも言及した上で、同種事件の再発防止のため、死刑適用を求めた。一方、弁護側証人としてKの前妻（事件後に離婚）も出廷し、「Kは事件前から、何の理由もなく突然殴りかかったり、親戚が集まっているのに突然姿を消して隣室で読書を始めるなど、奇行が度々あった」と述べ、Kの精神状態を疑問視する見解を示した。同日、弁護人が改めてKの精神鑑定を実施するよう求めたところ、甲府地裁は同月22日付で、精神鑑定の採用を決定した。
福島章（上智大教授）による精神鑑定は、同年2月7日から実施され、同年8月まで続いた。その結果は「Kは粘着性気質で、性格的に未熟な自己顕示性を有していたと認められる。しかし、知能は正常平均値で、知的欠陥や幻覚・妄想・自我障害・感情障害などといった精神薄弱、精神分裂病および躁鬱病の疑いも認められない。また本人だけでなく、近親者にも精神分裂病に罹患した者はいない。もっとも、Kの長女が事件後、痙攣発作を起こしたことから、てんかんの遺伝負因ということが問題とされる余地があるが、K自身にはこれまで痙攣の発作などの症状はなく、脳波検査の結果も全く正常で、K自身にてんかんの疑いがあるとまではいえない」として、「Kの精神状態には現在も過去も病的というべき障害はない」と結論づけるものだった。
第4回公判は1981年10月1日に開かれたが、弁護側は「鑑定書は、Kの言っていることが考慮されていない」として、検察官が申請した精神鑑定書の証拠採用に同意しなかった。同日の被告人質問で、Kは弁護人からの「130万円の借金を返せるだけの売掛金があったのではないか」という質問に対し、「犯行の前から借金を払わなければならないと思い、夜も眠れず、いつも誰かに見られている気がした」と述べた上で、情状面に関する質問では、「毎日、読経を上げたり、時には線香を上げさせてもらっている。生きて罪の償いをしたい」と述べた。続く第5回公判（1981年11月24日）では、証人として出廷した福島が、弁護人の反対尋問（Kの意識障害や鬱の症状の有無、動機の異常性などに関する尋問）に対し、「Kが殺害の状況をはっきり覚えていないとしても、意識障害があるとは限らない。躁鬱病の症状は理由もなく自殺したいと思うことが特徴だが、Kにははっきりした（自殺を図る）動機がある」などと証言し、「鑑定結果に疑いを挟む余地はない」と断言した。
第6回公判（1981年12月17日）で、Kの元妻と、被害者Aの母親がそれぞれ証人として意見陳述し、予定されていた証人尋問は終了した。1982年（昭和57年）1月12日に開かれた第7回公判で、K側は「福島鑑定は事実関係に誤りが多く、鑑定方法も安易だ」として、再度の精神鑑定を行うよう申請したが、甲府地裁は「『Kには完全責任能力があった』とする福島鑑定の結論に疑いの余地はない。この依頼を行った理由は、Kの責任能力に疑いを挟むためというより、審理の慎重を期すためだった」として、申請を却下した。また同日、最後の被告人質問が行われ、Kは弁護人や検察官の尋問に対し、「被害者には申し訳ないと思う。毎日冥福を祈り続けている」「なぜ誘拐を急に思いついたのかはわからない。初めから誘拐するためにAに近づいたわけではなく、誘拐後もAを返すつもりだったが、泣かれたから殺害した」などと答えた。

#### 死刑求刑
1982年2月18日に論告求刑公判が開かれ、検察官は被告人Kに死刑を求刑した。山梨県内での死刑求刑事件は当時、約20年ぶりで、戦後10件目（13人目）だった。
論告では、まず吉村英三次席検事が「天人ともに許さざる残忍・非道な犯罪」と陳述。続いて、雨宮検事が約1時間にわたって論告書を読み上げ、弁護人の「殺意は殺害直前、Aが泣き出した時に初めて形成された」とする主張に反論する形で、「Aが泣いたことは殺意を確定したにすぎず、それ以前（8月4日13時ごろの電話の際）から『Aを生かしておけば足手まといになる』と考え、殺意を有していた」と主張した。また、被告人Kの精神状態については、「精神鑑定の結果や、反抗状況などからして、Kが完全な責任能力を有していたことに疑いを挟む余地はない」と主張した上で、誘拐事件の性質について、「安否を気遣う被害者の家族の不安につけ込み、多額の金員を獲得する最も卑劣な犯罪」「被害者を生かしておくことは犯行発覚につながるため、生命の安全は全く無視される」「模倣性が高く、続発を促す危険性が高い」などと指摘し、過去に雅樹ちゃん誘拐殺人事件・吉展ちゃん誘拐殺人事件などで死刑が適用されていることについても言及した。そして、本事件の態様については「犯行は計画的・巧妙で、何の落ち度もない被害者を殺害したものであり、動機に酌量の余地はない。事件の社会的影響は大きく、Kには改悛の情は認められず、改善の可能性もない」といった点を挙げた。
一方、主任弁護人の堀内は検察官の論告に先立ち、Kの妻による「死刑囚の妻の訴え」と題した手記を証拠申請したが、検察官が「本当に本人が書いたものかわからない」と証拠採用に同意しなかったため、証拠物としては採用されなかった。最終弁論で、堀内は「Kは事件当時、心神喪失状態にあった」と無罪を主張し、続いて吉田幸一郎弁護士は、永山則夫による連続射殺事件の第一審で言い渡された死刑判決が控訴審で破棄されたり、フランスで死刑廃止法案が可決されたりしたことなどについて言及。「仮に有罪に処されるとしても死刑を適用すべきではない。Kは深く反省しており、懲役刑が妥当だ」と訴えた。最終意見陳述で、被告人Kは「私の愚かさのために大罪を犯し、被害者や世間の皆さんにどのようなおわびをしていいか言葉では言い表せない。生きている限り、どのような償いもするから許してください」と訴えた。

#### 死刑判決
1982年3月30日に判決公判が開かれ、甲府地裁（芥川具正裁判長）は検察官の求刑通り、被告人Kに死刑を言い渡した。山梨県内での死刑判決は当時、35年ぶりで、本事件が戦後4件目だった。
同日の判決公判は、芥川裁判長と松岡和子・森宏司の両裁判官が担当し、高部小夜子・坂井文雄の両検事と、堀内・吉田の両弁護人がそれぞれ立ち会った。甲府地裁 (1982) は判決理由で、福島による精神鑑定の結果を踏まえ、弁護人の「Kはわずか百数十万円程度の買掛金債務の返済に苦慮し、誘拐殺人という大罪を犯したが、その心理は到底常識で理解できるものではなく、事件当時の精神状態は異常だったとしか考えられない」という主張を退け、「Kは粘着性気質者特有の固執性や、精神的視野狭窄性と、未熟な自己顕示性により、買掛金債務に意識を集中させていたずらに苦慮し、他人に窮状を打ち明けたり、他に適切な措置を取ったりすることもできないまま、ついには誘拐という犯罪を遂行した。そして、視野狭窄に起因する感情の麻痺から、被害者Aを殺害するに至った。この一連の行動はK自身の気質・性格に由来するもので、精神状態とは関係なく、行動の異常性から『Kの精神状態に障害があった』ということはできない。また、Kは犯行後、冷静かつ巧妙な行動を取っており、逮捕後も犯行やその前後の経緯を詳細・具体的に理路整然と供述したり、公判でも自らの犯した重大な罪を深く悔いつつ、被告人として必要な防御を尽くすべく訴訟遂行をしたりしている。これらの事情を考えれば、Kが犯行当時、事理弁識能力やそれに従って行動する能力に欠けていた（＝心神喪失状態だった）か、それらが著しく減退していた状態（＝心神耗弱状態）だったとは認められない」として、完全責任能力があった旨を認定した。
その上で、量刑理由では犯行態様について、「身代金目的で幼児を誘拐する犯罪ほど卑劣なものはなく、その上自己の支配下に収めた無抵抗な幼児を思いつくまま殺害する行為は残酷非情の最たるものというべきであって、罪責は重大だ」と指摘。犯行経緯についても、「Kが買掛金債務を抱えたきっかけは、自身の放漫経営と放縦な生活態度に起因するもので、同情の余地はない。殺意は計画段階、あるいは誘拐の実行当初からあったものではなく、拐取走行中に生じたものではあるが、もともと身代金目的の幼児誘拐はその性質上、被害者の殺害に発展する危険性が極めて大きいもので、本件殺人は通常の偶発的・衝動的犯行と同一視すべきものではない。誘拐後、2日以上おとなしく行動や寝食をともにしてきた被害児に接すれば、情が移るはずなのに、ただ足手まといになったという理由だけで躊躇なく殺害し、死体を裸にして埋めるという行為は、誠に残忍無慈悲で、わずかの利得のためにもっとも大切な人命を無視して顧みない非人道的な行為だ」と非難した。一方、被害者Aおよび遺族についても「被害児Aは明朗・素直な性格の子供なのに、本件により何の罪もなく、そのあまりにも短い生涯を閉じたもので、誠に憐憫の情に耐えない。Aは両親の許から離され、Kと行動を共にしていた間、寂しさに耐えながら泣きもしなかったが、殺される直前に『お父さん』『お母さん』と叫んで泣いた。これは、子供なりにも自分の運命を感じ取っていたものと思われ、哀れという他はない。愛児を誘拐され十数日の間耐え難い日々を過ごした挙句、Aが殺されていたことを知った両親を始め、肉親たちの悲嘆と憤怒の情は想像を絶するものがあろうと思われる」と言及した。
そして、幼児誘拐殺人という犯罪の性質について「本件を含め、幼児誘拐殺人事件はこれまでに度々発生し、その都度世間に大きな衝撃を与えてきたもので、この種の犯罪は誘拐の対象が思慮分別の乏しい純真な幼児であるため、遂行が容易だ。そのため、模倣されやすく、このような犯罪が発生すれば子供を持つ親を不安と恐怖のどん底に陥れ、それを防止する適切な手立てもなく、いたずらに幼児の自由行動を制約したり、幼児に大人不信を教えたりするなどして、かえって子供の健全な育成を歪めることにもなる。この種の犯罪が、いかに社会への悪影響をおよぼすかを改めて認識する必要がある」と指摘し、Kに前科前歴がないこと、2人の子供がいることや、反省を深めていることなど、Kにとって有利な情状も認めた上で、「Kには極刑をもって臨まざるを得ない」と結論づけた。
主文言い渡し後、芥川は被告人Kに対し「死刑判決だけに控訴することを勧めます」と声を掛けた。閉廷直後、Kの弁護人は控訴手続きを取った。

### 控訴審
Kは第一審で死刑判決を受けて以降、東京拘置所に収監されたが、当時は事件を起こしたことを悔やむ一方、「生きて償いたい」という心境や、事件後に甲府で隠れるように暮らしていた妻子を心配したりする心境を綴っていた。また、控訴後には控訴審を担当する弁護士に対し、「なんとか生きて償いたい。寝ていても『被告人を死刑に処す』という言葉に飛び起き、眠れなくなることがある」という手紙を出し、控訴審の公判では「生きて償いたい」と訴え続けた。
一方、控訴審判決前には世界各国で死刑廃止の潮流が広まっていたが、日本国内の刑事裁判でも、免田事件・財田川事件・松山事件と、死刑囚への再審無罪判決が相次いでいた。そのため、下級審では殺害された被害者が1人の場合、死刑を回避する傾向が強まっており、1983年夏に最高裁が永山事件の控訴審判決（1981年）を破棄差戻しとして以降も、その流れは変わっていなかった。

#### 審理
控訴審初公判は1982年10月27日に東京高裁第3刑事部（鬼塚健太郎裁判長）で開かれ、弁護人は控訴趣意書で「犯行に計画性はなく、殺意も冷静な状態で抱いたものではない。原判決（第一審）は、被告人Kにとって有利に働くべき点（Kの気質など）を考慮していない」などといった事実誤認や、「死刑は憲法違反であり、適用は慎重を期すべきだが、Kには重すぎる」といった死刑違憲論・量刑不当を主張した。
控訴審の審理は当初、国選弁護人1人（櫻井光政）が担当。第一審と同じく、Kの事件当時の責任能力が争点とされ、東京高裁が再度の精神鑑定の申請を却下したため、1年ほどで結審しかけていたが、安田好弘ら私選弁護人5人が新たに弁護人として就任し、審理は継続された。その後、控訴審の国選弁護人（櫻井）も途中から再び私選弁護人として弁護団に加わり、最終的には6人で弁護活動を行った。安田らは弁護人に就任して以降、第一審から争点としていた責任能力や、死刑違憲論の主張については言及せず、一転して事実関係を争点とした。彼らは目撃者探しや実験などを新たに行い、第一審の事実認定に異を唱え、誘拐・殺害とも偶発的である旨を主張したほか、「死刑廃止の会」の関係者や、新聞社の地元支局の記者からも協力を得て、弁護活動を展開した。また、検察官が被害者遺族や、A宅の近隣住民らの峻烈な処罰感情を強調し、死刑を求める法廷戦術を取ったことに対抗し、被告人Kの「生きたい」という心情を法廷供述や上申書などで訴え続ける戦術を取った。安田は、一連の弁護活動を振り返って「（弁護活動には）多くの時間が必要だったので、裁判を先に延ばして時間稼ぎをし続けた」と述べている。
1983年（昭和58年）9月29日、誘拐現場などで現場検証が行われた。同日は受命裁判官の杉山忠雄、高検検事の山本達雄、弁護人の櫻井ら、約15人が参加したが、Kは立ち会わなかった。1984年（昭和59年）1月下旬、控訴審はいったん結審したが、裁判官の一部が交代したため、同年6月27日の公判で更新手続きが行われた。続く7月27日の公判で、控訴審は結審。同日は被告人質問が行われ、Kは「神様に、犯した罪の恐ろしさや苦しさを聞いてもらうため、聖書を読んでいる。生きて被害者や遺族に償いたい」と述べ、裁判官に対し「どうか私を死刑にしないでください。お願いします」と頭を下げた。

#### 無期懲役判決
1985年（昭和60年）3月20日に控訴審判決公判が開かれ、東京高裁第3刑事部（鬼塚賢太郎裁判長）は原判決を破棄自判し、被告人Kを無期懲役とする判決を言い渡した。
東京高裁 (1985) は、弁護団の控訴趣意のうち、事実誤認や法令適用の誤り（死刑制度の違憲性）に関する主張は全て退けたが、量刑不当の主張について検討。「犯行動機に酌むべき点はない。犯行態様も残虐かつ凶悪というほかはなく、まさに悪鬼の所業と言っても過言ではない。被害者遺族が極刑を望んでいることも十分に理解できる」「Kに限らず、一般に重大犯罪を敢行した者は、結果の重大さを見て深く悔悟することも少なくないが、その事によって罪責が消滅するあるいは軽減されるものではない。特に本件のような重大犯罪は、環境だけでなく、犯人の人格に深く根ざすところがあることを否定できず、事後の悔悟や、他律的手段による矯正のみに過度な期待をかけ、正義に立脚する応報の見地を没却することは許されない」として、「Kの罪責は誠に重大で、本件についても原判決が、Kの悔悟の情や家庭の状況なども考慮した上で、死刑に処したことは首肯できないものではない」と指摘した。
しかし、Kには前科・前歴がなく、事件前まではそれなりに破綻なく日常生活を営んできた点を挙げた上で、以下のような情状も指摘した。
犯行態様
犯行態様について詳細に検討し、以下のような事情を挙げ、「金員奪取の目的のため、あらかじめ綿密周到な計画を立て、十分な準備をととのえた上、捜査機関の追及をも巧妙にふり切って着々と実行したというような事案、あるいは誘拐に成功するや直ちに被誘拐者を殺害し、足手まといをなくした上でその生存を装い身代金を要求するというような事案とは、悪質さの程度において若干の差異があることも否定できない。」と指摘した。
Kは誘拐の対象としてAに目をつけて以降、「Aを誘拐しよう」という意図を秘めながら行動していたものの、Aがスポーツ広場を出ていった後もすぐに追いかけたわけではなく、しばらく広場や近くの神社の境内で休息するなどした挙句、「またAを見つけられたら」という期待を抱きつつも、確たる宛てもなく周囲を車で回っていたところ、偶然Aと出くわし、言葉巧みに誘拐したが、その後も直ちに遠方に走り去ることなく、なお若干の躊躇いを見せていた。その後、身代金要求を開始した後も、2日間にわたりAに危害を加えることなく連れ歩いていた。やがて時間の経過とともにAの殺害を考えたが、すぐにその決意をしたわけではなく、偶然キャンパーに発見されたと思ったことでAを足手まといと考えていたところ、Aが泣き出したことが引き金となって殺害に至った。
捜査の次第でAを救命できた可能性について
「Kは誘拐当時、Aらと長時間接触し、Aの兄ら子供たちや大人にまで車や人相風体を見られており、誘拐後もAを助手席に乗せて甲府市内を連れ歩いていた。もし当初からKが捜査対象に上がっていれば、早期検挙によりAの殺害を未然に防ぎ得たかもしれない。初動捜査がそうならなかったのは、当初K以外の人物（X）が容疑者であるかのような一見有力な情報がもたらされたためで、やむを得なかったが、いずれにしても、Kが捜査の目をくらまして巧妙に立ち回ったとは言い難い」と判示した。
以上の理由から、「本件につき死刑の選択が許されるのは、本件が殺人罪を含むことによるところ、本件と同種の事案はもとより、かつては死刑選択がむしろ原則とされていた強盗殺人、強姦殺人等の重大な生命侵害事犯に関する近時の量刑の動向が、その当否はともかくとして、死刑選択に慎重の度合いを深めつつあるという現実も、刑事裁判の根本原則のひとつというべき罪刑均衡ないし刑罰の公平の見地から無視するわけにはいかない。そこで、これらの諸点をさきに述べた本件の犯情とあわせて考えるときは、被告人を死刑に処することとした原判決の量刑は、それを真にやむをえないものと断するにはなお若干のためらいがあり、その意味で原審の量刑は重きに失し、維持しがたいものとせざるをえない。」と結論づけた。
裁判長として控訴審判決を言い渡した鬼塚は、退官後にKについて「少しでも酌量の余地があれば、死刑から救ってやりたいと思っていた」と述べている。また、鬼塚は「島田事件（本事件の審理と同時期に再審請求について同高裁で審理されていた冤罪事件）を契機に、確信的な死刑廃止論者になった」と述べているが、その点について言及した安田は、「たまたまこういう裁判官に出会ったことが、無期の決定的な理由になったんだろうなと思っています。」と振り返っている。

#### 無期懲役が確定
東京高等検察庁は同判決に対し、「著しい事実誤認で、社会正義に反する」として、上告を検討したが、4月3日に「量刑は軽すぎるが、判例違反など（刑事訴訟法で規定された）上告できる理由がない」として、最高裁判所への上告を断念することを決めた。
一方、被告人Kは弁護人から「上告してもこれ以上軽い刑は望めない」と説得されたものの、それを聞き入れず、上告期限直前の同日夕方、収監先の東京拘置所から上告申立書を提出した。しかし、同年6月13日付で上告を取り下げ、無期懲役が確定している。

## 受刑者のその後
無期懲役確定後、Kは千葉刑務所に収監された。受刑者Kは2008年（平成20年）11月、『読売新聞』社会部の記者に宛てた手紙で、「現在も毎食事前に被害者に謝罪し、月命日に焼香している。生きて出所することは無理だと思うが、もしそれができたら、『あいつを生かしておいてよかった』と人から思われるような生き方をしたい」と述べたが、Aの父親は同紙記者の取材に対し、「Kは第一審で死刑判決を受けて以降、『生きて償いたい』と何度も言っていたが、自分たちにはその『償い』が何なのか全く伝わってこなかった」「Kが反省しているか否かは関係ない。思っているのは、『あんたは俺の息子の命を奪った』ということだけ」と述べている。
2009年（平成21年）4月、同紙の連載でAの父親の声を目にした受刑者Kは同紙記者に対し、Aの遺族の悲しみや怒りを「もっとものことだ」とした上で、「裁判に時間がかかり、長い間生きてしまうと、命への執着心が強くなる」と述べている。

## 同種事件との比較
『朝日新聞』記者の荒木高伸は、死刑選択基準を明示した「永山裁判」の最高裁判決（1983年7月）について言及した上で、本事件の加害者Kと、1984年（昭和59年）に発生した泰州くん誘拐殺人事件の被告人T（1991年に死刑確定）を比較し、両事件（子供の誘拐殺人事件）の控訴審で量刑判断が分かれた理由について考察。「犯行動機は事業の失敗を発端としたKより、遊興費でサラ金から借金を重ねたことを発端とするTの方が悪質だろう。しかし、量刑判断の上で重視される『計画性の有無』という点では、Kより偶発性の強かったTの方が明らかに有利なはずだ」と指摘した上で、「量刑判断が分かれた理由は、死刑という極めて特殊な刑罰に対する、裁判官の微妙な姿勢の違いからかもしれない」と考察している。
近藤昭二（2008）は、本事件と1963年（昭和38年）に発生した吉展ちゃん誘拐殺人事件（加害者の小原保は死刑が確定）を比較し、両事件の類似性を指摘した上で、Kが死刑を免れた理由について、計画性が低かったことを挙げている。また、森炎（2011）は、本事件から約4か月後（1980年12月）に発生した名古屋女子大生誘拐殺人事件（死刑が確定）と本事件を比較し、両者の判断が分かれた理由について考察。死刑が確定した名古屋の事件では、犯人が被害者を誘拐直後（最初の身代金要求の電話を掛ける前）に殺害していた一方、本事件ではKの計画が場当たり的で、犯行着手前にもいったんは誘拐を思い直していたことや、誘拐後も2日間はAの面倒を見ながら過ごし、殺害を躊躇していたことなどが考慮された旨を挙げている。
司法研修所（2012）は、1970年度（昭和45年度）以降に判決が宣告され、1980年度（昭和55年度） - 2009年度（平成21年度）の30年間にかけて死刑や無期懲役が確定した死刑求刑事件（全346件／うち193件で死刑が確定）を調査し、殺害された被害者が1人の殺人事件（強盗殺人は含まない）で死刑が確定した事件は全48件中18件（全体の38％）と発表している。本事件のような身代金目的の誘拐殺人（全10件）の場合、5人の死刑が確定した一方、本事件の加害者Kを含む5人の無期懲役が確定しているが、以下のように、死刑になった5事件の大半（泰州くん誘拐殺人事件を除く）は、拐取直後に被害者を殺害することを事前に計画していた事案だった一方、無期懲役が確定した5事件は、いずれも拐取前に殺害を計画していた事案ではなかった。その点を踏まえ、司法研修所（2012）は、「身代金目的の誘拐殺人は、一般的に、事前に犯行計画が練り上げられ、実行のための準備が整えられることが多いが、事前に被拐取者の殺害が計画されている場合には、被拐取者の生命侵害の危険性が極めて高く、その行為が生命を軽視した度合いが大きいことが考慮されているものと思われる。」と、永田憲史（2010）は「殺害の計画性がなくとも、誘拐後短時間のうちに殺害した場合には、殺害の計画性があった者に準じて扱われると言ってよい。」とそれぞれ評価している。
| 死刑確定事件               | 死刑確定事件 | 無期懲役確定事件                        | 無期懲役確定事件 |
| 事件                       | 事前の殺害の計画性 | 事件                                    | 事前の殺害の計画性 |
| -------------------------- | --- | --------------------------------------- | --- |
| 日立女子中学生誘拐殺人事件 | 拐取直後に被害者を殺害することを事前に計画していた。 | 本事件                                  | いずれも拐取前から殺害を計画していた事案ではなかった。ただし甲府信金OL誘拐殺人事件の被告人は、犯行着手前から漠然とではあるものの、犯行発覚防止のため、被害者の殺害も考えていたとされる。 |
| 名古屋女子大生誘拐殺人事件 | 拐取直後に被害者を殺害することを事前に計画していた。 | 山梨県武川村主婦誘拐殺人事件            | いずれも拐取前から殺害を計画していた事案ではなかった。ただし甲府信金OL誘拐殺人事件の被告人は、犯行着手前から漠然とではあるものの、犯行発覚防止のため、被害者の殺害も考えていたとされる。 |
| 泰州くん誘拐殺人事件       | 計画性は低いが、誘拐から1時間半後に被害者を殺害し、身代金を要求した。殺害動機は「足手まといになる」との理由だったが、控訴審では「被害者の誘拐を決意した後の被告人の行動に照らすと、まさに計画的犯行に比すべきものがあると思料される」と評価されている。 | 甲府信金OL誘拐殺人事件                  | いずれも拐取前から殺害を計画していた事案ではなかった。ただし甲府信金OL誘拐殺人事件の被告人は、犯行着手前から漠然とではあるものの、犯行発覚防止のため、被害者の殺害も考えていたとされる。 |
| 裕士ちゃん誘拐殺人事件     | 拐取直後に被害者を殺害することを事前に計画していた。 | 名古屋中国人女性誘拐殺害事件（2被告人） | いずれも拐取前から殺害を計画していた事案ではなかった。ただし甲府信金OL誘拐殺人事件の被告人は、犯行着手前から漠然とではあるものの、犯行発覚防止のため、被害者の殺害も考えていたとされる。 |
| 熊本大学生誘拐殺人事件     | 拐取直後に被害者を殺害することを事前に計画していた。 | 名古屋中国人女性誘拐殺害事件（2被告人） | いずれも拐取前から殺害を計画していた事案ではなかった。ただし甲府信金OL誘拐殺人事件の被告人は、犯行着手前から漠然とではあるものの、犯行発覚防止のため、被害者の殺害も考えていたとされる。 |

なお戦後、山梨県内における身代金目的誘拐事件は本事件を含め、1963年（甲府市における幼女誘拐事件）から、1993年（平成5年）に発生した甲府信金OL誘拐殺人事件までに計4件発生しているが、1963年の事件を除き、いずれも被害者は殺害されている。被害者が殺害された3件は、いずれも報道協定締結事件で、最終的には3件とも無期懲役が確定している。